# Sven Hedin
Se också livmedikus Sven Anders Hedin och socialreformatorn Sven Adolf Hedin.

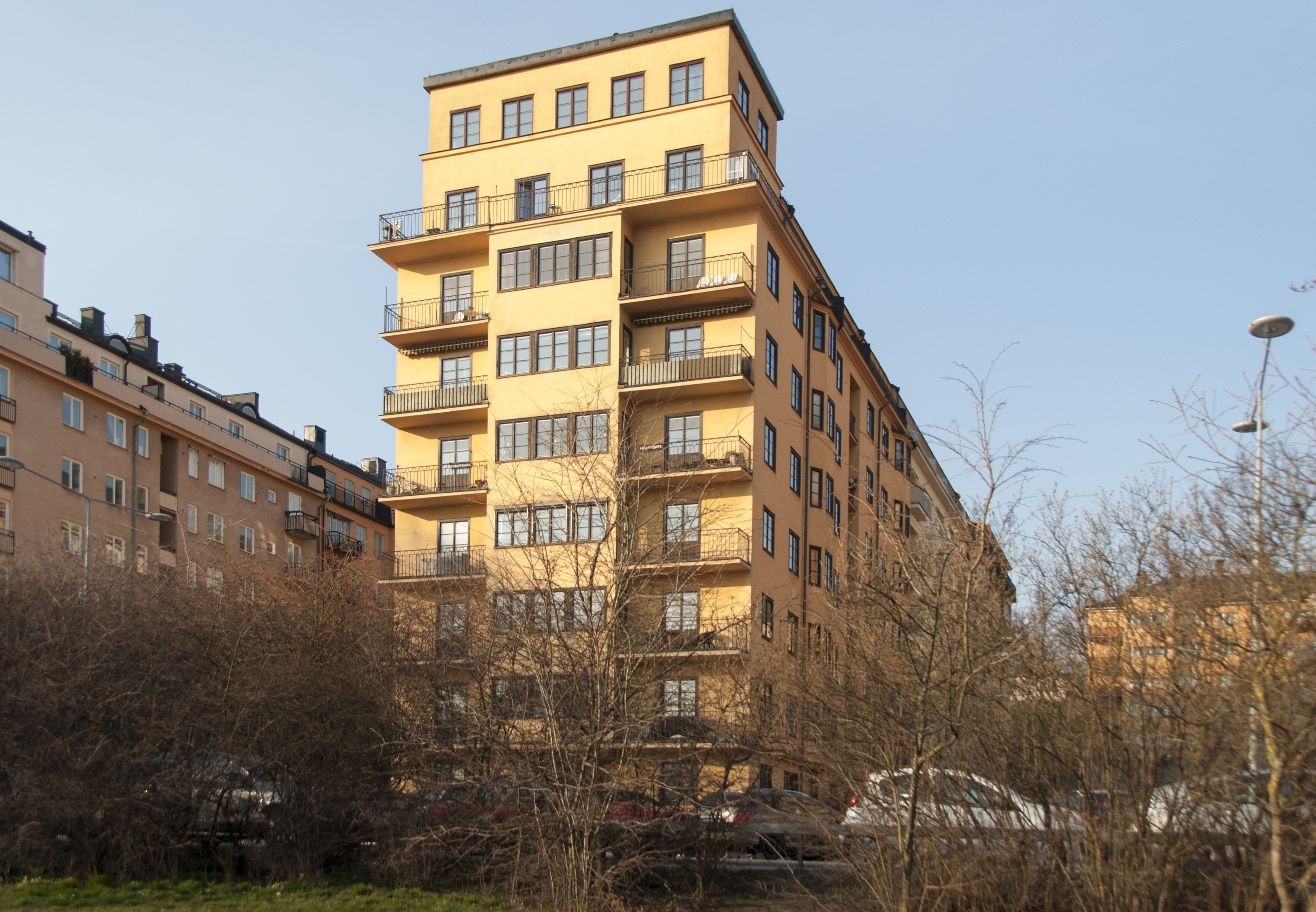
Norr Mälarstrand 66, där Sven Hedin var bosatt från 1935 till 1952.

Sven Anders Hedin, född 19 februari 1865 i Stockholm,  död 26 november 1952 i Stockholm, var en svensk upptäcktsresande, författare och ledamot av Svenska Akademien.
Hans betydelsefulla upptäcktsresor i Centralasien gjorde honom till tidens kanske mest berömde svensk. Den 1 juli 1902 blev han den siste i Sverige att adlas. År 1913 blev han ledamot av Svenska Akademien.
Under tre långa expeditioner mellan 1893 och 1909 kartlade Hedin stora landområden i Tibet och övriga Centralasien, som dessförinnan varit vita fläckar på kartan, samt löste gåtan med Lop Nor-sjön. Bara i Tibet kartlade han 170 000 kvadratkilometer. Trots att de metoder han använde för att beräkna avstånd var primitiva, och till största delen bestod i att räkna antalet steg som kamelen han red på tog, så har hans kartor senare visat sig innehålla endast mindre fel.
Hedin var en stark Tysklandsvän och såg med misstro på Ryssland. Han stödde Tyskland i första världskriget och vek sedan aldrig från sin linje, trots de skiftande politiska omständigheterna i Tyskland. Hedins stöd för Hitler och Nazityskland svärtade hans rykte.
Hedin gifte sig aldrig och var barnlös, och hans adelsätt dog därför ut med honom.

## Biografi
Sven Hedin föddes i Stockholm där hans far Ludvig Hedin var stadsarkitekt. Modern hette Anna Berlin. Släkten Hedin är känd sedan mitten av 1600-talet. Släktens anfader bodde i byn Hidingsta i Norrbyås socken 1,5 mil söder om Örebro. Hans son Lars tog sig efternamnet Hedin efter byn. Lars Hedin arbetade som kronouppbördsman. Hedins farfar Sven Anders Hedin var kansliråd, och farfars far Sven Anders Hedin hovmedicus. Hans syster Alma Hedin, en känd välgörenhetsidkare, var tidvis hans sekreterare.
Hedin studerade vid Stockholms högskola för Waldemar Brøgger, och blev filosofie kandidat vid Uppsala universitet 1888 efter studier i geologi, mineralogi, zoologi och latin. Från 1889 till 1890 bedrev han studier vid universitetet i Berlin för Ferdinand von Richthofen. Därefter studerade han i Halle an der Saale för Alfred Kirchhoff och blev 1892 filosofie doktor vid Universitetet i Halle.
Efter hemkomsten från sin andra centralasiatiska expedition adlades Hedin den 1 juli 1902 med bibehållet namn.
År 1905 valdes han in som ledamot av Kungliga Vetenskapsakademien, 1909 i Krigsvetenskapsakademien, 1910 i Kungliga Fysiografiska Sällskapet i Lund, 1913 i Svenska Akademien och 1922 i Kungliga Vetenskaps-Societeten i Uppsala samt blev 1940 hedersledamot av Kungliga Vetenskaps- och Vitterhetssamhället i Göteborg.
Hedin var inblandad i den så kallade Strindbergsfejden då August Strindberg 1910 angrep en stor del av det svenska etablissemanget. Strindberg ifrågasatte många av Hedins upptäckter i Asien och hävdade att dessa hade gjorts långt tidigare och att Hedin inte var den förste svensk som vandrat genom Gobiöknen. Ett exempel var finlandssvensken Gustaf Mannerheim som i egenskap av officer i ryska armen ledde en 14000 km lång expedition i Asien och Kina åren 1906–1908. Striden pågick i stort sett fram till Strindbergs död våren 1912.
Hedin var efter den sista expeditionen 1935 och fram till sin död bosatt i fastigheten Norr Mälarstrand 66 i Stockholm, där han förfogat över en lägenhet sedan 1931. Fastighetsägaren lät dekorera två av portens väggar med kartor över Asien. Kartorna var i färg och i relief. Hedin är begravd på Adolf Fredriks kyrkogård i Stockholm. Adolf Fredriks kyrka har också ett epitafium över honom.
Stora arkiv efter Hedin finns idag på Riksarkivet. Föremål och fotografier han hade med sig hem från sina expeditioner förvaltas på Statens museer för världskultur.

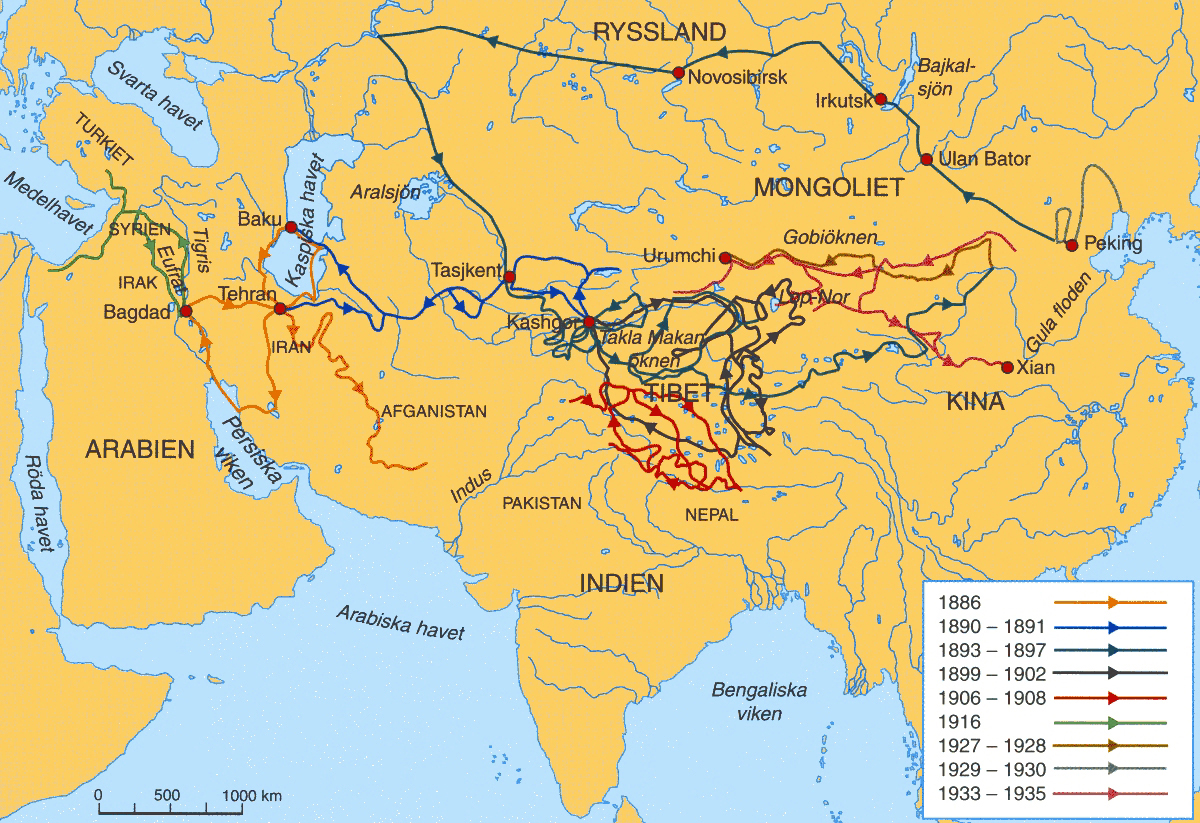
Sven Hedins expeditioner genom Asien täckte många tusen mil av okända vägar.

## Resor och expeditioner
Vid 15 års ålder såg Hedin Adolf Erik Nordenskiölds och Vegaexpeditionens triumfatoriska återvändande till Stockholm efter expeditionen genom Nordostpassagen. Hedin blev djupt betagen av intrycken när tusentals människor hälsade polarforskaren Nordenskiölds fartyg "Vega" och dess besättning välkommen till Stockholm. Det var denna händelse som fick Hedin att bestämma sig för att bli upptäcktsresande.

### Första resan i Persien
I maj 1885 tog Hedin studenten från Beskowska skolan i Stockholm. Han hade då blivit erbjuden att arbeta som informator i Baku åt en svensk pojke vars far arbetade där som ingenjör åt bröderna Ludvig och Robert Nobel. I augusti påbörjades färden dit via Helsingfors och Sankt Petersburg, med tåg till Vladikavkaz och sedan häst till Tbilisi innan den sista sträckan till Baku vid Kaspiska havet.
I Baku började Hedin studera asiatiska språk. Tyska och engelska hade han lärt sig i skolan men dessutom lärde han sig nu persiska och tatariska. Senare i livet lärde han sig även kirgisiska, mongoliska samt tibetanska och kunde hjälpligt förstå kinesiska.
Under tiden i Baku gjorde han med en kamrat, Baki Khanov, upp planer på att resa genom Persien. I april 1886 lämnade de Baku via båt till Persiens nordkust och red över Elburzbergen till Teheran. Där sökte de upp shahens svenske hovtandläkare doktor Hybenett och överlämnade fyra flaskor punsch medan doktorn gav dem introduktionsbrev. I Teheran blev Baki sjuk och Hedin var tvungen att fortsätta resan ensam. Hedin red söderut mot Isfahan och sedan till Shiraz. 29 dagar efter avfärden från Teheran red han in i Bushir vid Persiska viken, en sträcka på 50 mil.
I Bushir hade Hedin inga pengar kvar och sökte då upp den rike köpmannen Aga Muhammed Hassan. När köpmannen förstod att Hedin var landsman till Karl XII som hade varit gäst hos turkarna blev Hedin köpmannens hedersgäst en tid och fick också en slant för resan hem.
Hedin kom så småningom till Konstantinopel där han mötte tidningsmannen C.G. Wrangel på gatan. Hedin berättade att han ville skriva en bok om sin persiska resa och Wrangel skrev ett rekommendationsbrev till förläggaren Karl Otto Bonnier. Bonnier var intresserad och hösten 1887 gav förlaget ut Hedins första bok, Genom Persien, Mesopotamien och Kaukasien.

### Andra resan till Persien

I Kashgar i västra Kina ligger detta mausoleum över Abakh Khoja från 1600-talet. Hedin återvände flera gånger till Kashgar.

Efter återkomsten till Stockholm började Hedin vid Stockholms universitet med geologi och geografi som huvudämnen och tog i december 1888 fil.kand-examen. På hösten 1889 började han studera geologi vid Friedrich Wilhelm-universitet i Berlin under ledning av professor Ferdinand von Richthofen som själv rest omkring i Kina.
I april 1890 skickades en delegation för att till shahen av Persien Nassredin Shah överlämna Serafimerorden. Med sina kunskaper i persiska fick Hedin fungera som tolk. När resten av delegationen for hem stannade Hedin kvar som gäst hos doktor Hybenett och fick tillfälle att medfölja när shahen med en uppvaktning om 1 200 reste på utflykt upp i bergen. Hedin besteg också Persiens högsta berg Demavend.
I september 1890 lämnade han Teheran och red karavanvägen mot Mashhad i Khorasan, Asjchabad, Buchara, Samarkand innan han till slut nådde Kashgar i Kina. Där blev han god vän med den ryske generalkonsuln Petrovskij som blev hans värd och rådgivare. Hedin skulle flera gånger återvända till Kashgar och använda staden som bas i framtida expeditioner.
I mars 1891 var han åter i Stockholm. Snabbt skrev han Konung Oscars beskickning till shahen av Persien (publicerad hösten 1891) och Genom Khorasan och Turkistan (publicerad hösten 1892). För att tjäna pengar höll Hedin föreläsningar och skrev artiklar för både svenska och utländska tidningar. I april 1892 reste han till Berlin för att följa Richthofens föreläsningar och sedan till Halle där han skrev sin doktorsavhandling om sin resa till Demavand, Der Demavend nach eigener Beobachtung

### Första centralasiatiska expeditionen

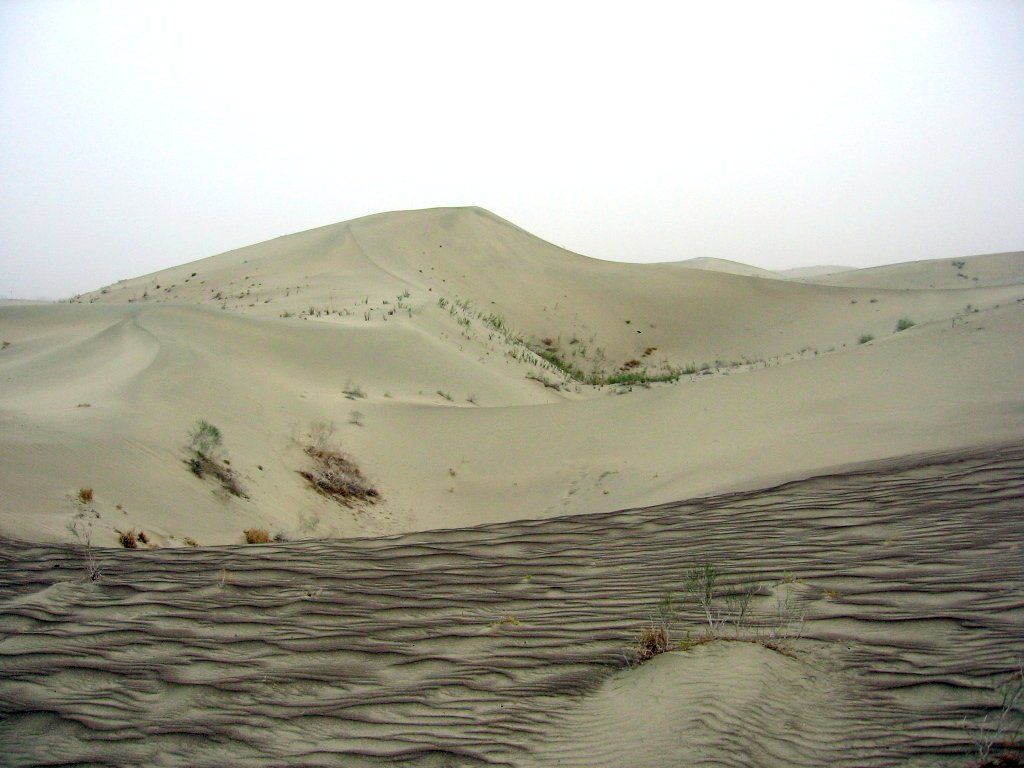
Taklamakanöknen, där Hedin var nära att dö under sin första expedition.

Mellan 1893 och 1897 reste Hedin genom bland annat Pamir, Tarimbäckenet med Taklamakanöknen och norra Tibet. Av den tillryggalagda sträckan på 26 000 km kartlade han 10 498 km, varav 3 500 km tidigare inte hade utforskats.
Han fann 1895, under korsandet av Taklamakan, ruinerna av två stora buddhistiska städer som var begravda i flygsanden. Väggmålningar därifrån visade på indiskt, grekiskt och persiskt inflytande. Det var knappt han kom från den resan med livet i behåll på grund av vattenbrist. Två ledsagare och sju kameler dog. Tillsammans med Kasim, den ene av sina två överlevande följeslagare, lyckades Hedin ta sig fram till de skogsdungar som tillkännagav att man var nära Khotanfloden. Men här blev Kasim liggande på rygg, skriver Sven Hedin i sin reseskildring, "orörlig med vidöppna ögon och gapande mun och utan att svara, då jag bad honom komma med". Hedin vacklade då ensam vidare. Men när han kom fram till flodbädden låg denna torr. Han fortsatte med ett svagt hopp om att ändå finna vatten på andra stranden. "Jag hade", skriver han, "behövt fem timmar för att tillryggalägga tre kilometer":
| ” | Just då susade en and upp, det plaskade till, och jag befann mig vid randen av en liten göl med friskt, klart vatten, som stod kvar i den djupare rännan, där strömdraget sist gått fram. Jag skall ej söka att beskriva mina känslor eller vad som sedan skedde. Vare det nog sagt, att sedan jag druckit, fyllde jag stövlarna till randen, trädde stropparna i ändarna på min stav och återvände till Kasim, som sålunda i sista ögonblicket blev räddad. Men han förmådde ej gå, och ensam vandrade jag därför i flodbädden tre dagar och två nätter söder ut, livnärde mig med gräs och grodyngel, tills jag den 8 maj fann herdar och var utom all fara. | „ |

Därifrån kom också räddningen till hans två följeslagare och den enda överlevande kamelen.
I den berömde forskningsresandens spår genomförde Tibetkännaren Bruno Baumann våren 2000 en resa genom öknen och höll själv på att gå under.
Vidare klarlade Hedin bland annat floden Tarims lopp och dess ändsjöar samt Lop Nor, den vandrande sjön, som fick sitt vatten från Tarim. Sjön torkade ut 1972 och bildade en saltöken. Uttorkningen bevisade att Hedins teorier om sjöns vandring mellan två lägen var riktig. Expeditionen avslutades i Peking, som nåddes 2 mars 1897. Återfärden gick genom Mongoliet, Sibirien och Ryssland till Stockholm, dit Hedin anlände 10 maj 1897. De många resultaten av denna resa redovisades 1900 i Die geographisch-wissenschaftlichen Ergebnisse meiner Reisen in Zentralasien 1894–1897.

### Andra centralasiatiska expeditionen
Midsommardagen 1899 lämnade Hedin åter Stockholm för att i Asien fortsätta de forskningar i Tarim- och Lop Norområdet som han påbörjat under sin förra resa. Hans utgångspunkt blev även nu Kashgar. Han kartlade floden Tarims lopp och fann ruinerna av den på 300-talet e. Kr. genom flodloppets ändring ödelagda staden Loulan vid det forntida Lop Nors strand. Hans fynd av föremål och manuskript visade Tarimbäckenets roll som genomgångsland mellan Europa och Östasien under denna tid. I juni 1901 fortsatte Hedin mot Tibet. Under denna färd ägde den ryktbara episod rum, då Hedin förklädd sökte ta sig fram till den tibetanska huvudstaden Lhasa men hejdades ett par dagsresor därifrån. Efter att ha besökt Indien efter en inbjudan av den engelske vicekungen lord Curzon och tillbragt tre månader där lämnade Hedin Leh och for över Karakorum till Kashgar, där expeditionen den 14 maj 1902 avslutades. Den 27 juni var han åter i Stockholm.
Under något mer än två år var han sedan sysselsatt med att sammanfatta resultaten av sina forskningar i Scientific results of a journey in Central Asia 1899–1902.

### Tredje centralasiatiska expeditionen
Hedin reste 16 oktober 1905 från Stockholm till Konstantinopel över Svarta havet samt vidare genom Armenien, Persien och Baluchistan till Simla (nuvarande Shimla) i Indien. I östra Persien utforskades den föga kända saltstäppen Dasht-e Kavir. Redan vid resans början satte han som dess förnämsta mål att utforska Indus och Brahmaputras källtrakter och de stora sjöarna i Tibets centrala delar. Under två års tid utforskade och kartlade han stora delar av den tibetanska högplatån och skapade därigenom en klar bild av dess topografi. Han fick också tillfälle att besöka Shigatse, Panchen lamas residensstad.
Han beskriver tibetanerna som fredliga och gästvänliga men berättar att många myndighetspersoner enligt order uppifrån motarbetade alla kontakter med européer. Hedin ansåg att detta var ett sätt för kineserna att motarbeta europeiskt inflytande i Tibet. Misstänksamheten mot européer hade periodvis tvingat Hedin till att förklä sig till tibetansk fåraherde.
Hedin upptäckte det viktiga bergssystem som är vattendelare mellan Brahmaputra och sjöregionen i norr. Han döpte det till Transhimalaya. Bergsystemets västra och östra partier var av gammalt och väl kända, men den mellersta delen undersöktes nu för första gången. Den 15 sept 1908 anlände Hedin till Simla, där expeditionen upplöstes. Efter ett längre uppehåll i Japan kom han 17 januari 1909 till Stockholm, där han fick ett storartat mottagande.
Resan skildrade Hedin i de populärt hållna böckerna Transhimalaya och Över land till Indien.

### Fjärde centralasiatiska expeditionen
Mellan 1927 och 1935 ledde Hedin den svensk-kinesiska expeditionen till Centralasien. Vid Hedins tidigare expeditioner hade han varit ensam västerlänning, medan han nu var ledare för ett vandrande universitet som bestod av ett stort antal svenska och kinesiska vetenskapsmän, däribland arkeologer, botaniker och etnografer. Bland de svenska deltagarna fanns Georg Söderbom, Folke Bergman, David A:son Hummel, August Larson (hertig Larson) och Gösta Montell.
Mellan 1927 och 1928 var expeditionen finansierad av Lufthansa och hade flera tyska deltagare. Den skulle göra en allsidig utforskning av de centralasiatiska ökenområdenas naturförhållanden och geografi och Lufthansa hade som villkor att expeditionen skulle undersöka möjliga platser för mellanlandningar på den planerade flyglinjen Berlin–Peking–Shanghai. När militärguvernören i Sinkiang förbjöd flygningar över sitt område tog finansieringen slut. Hedin lyckades dock få finansiering från den svenska riksdagen och privatpersoner, vilket gjorde att expeditionen kunde fortsätta mellan 1929 och 1933, efter förhandlingar med den nye makthavaren i Nanking, Chiang Kai-shek. Stora delar av Inre Mongoliet, Nanshan, Tsaidam, Tarimbäckenet, Tian Shan och nordvästra Tibet utforskades. Ett mycket omfattande material samlades in, en noggrann kartering utfördes och Centralasiens klimatologi klarlades.
Mellan 1933 och 1935 finansierades expeditionen av den kinesiska regeringen, med uppdraget att vid sidan av de vetenskapliga undersökningarna studera möjligheten att bygga bilvägar längs de urgamla karavanlederna i Sinkiang. Denna farofyllda färd har Hedin skildrat i trilogien Stora hästens flykt (1935), Sidenvägen (1936) och Den vandrande sjön (1937).

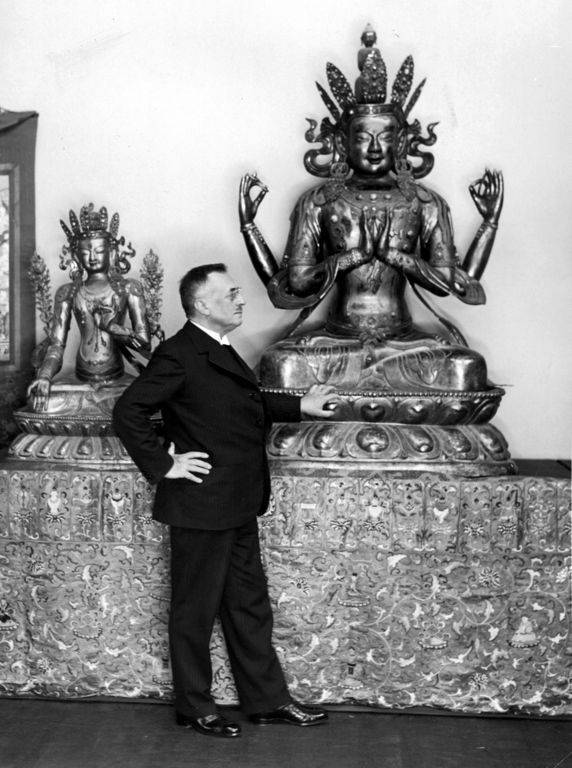
Sven Hedin på Liljevalchs konsthall 1932 i samband med den första publika utställningen av de samlingar han hemfört från Asien.

Den stora mängden forskningsresultat publicerades mellan 1937 och 1992 i skriftserien Reports from the scientific expedition to the north-western provinces of China under leadership of Dr. Sven Hedin. Insamlade föremål premiärvisades för den svenska allmänheten vid Hedinutställningen på Liljevalchs konsthall 1932, och sedan mer permanent på Etnografiska museet på Gärdet från 1935.

## Sven Hedin och politiken

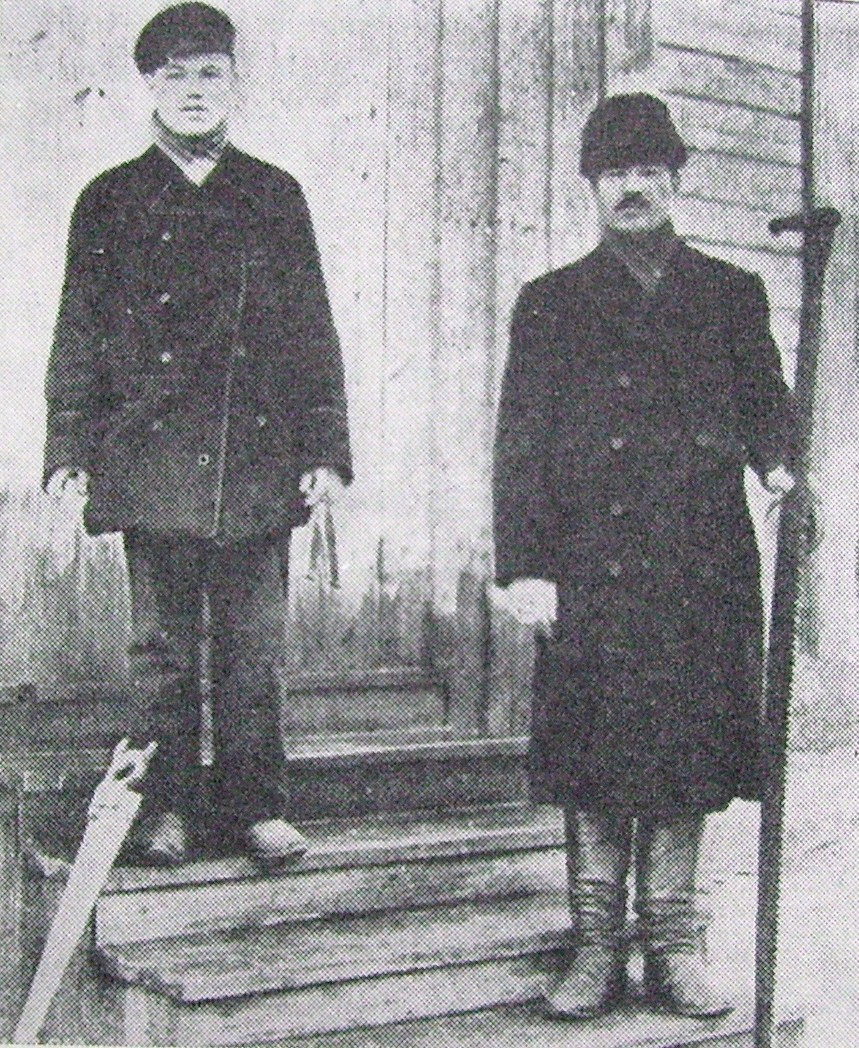
Ryska sågfilare i Gräsmark 1902. Sågfilare förekom i gresdebatten, misstänkta för spioneri.

### Unionsupplösningen
Inför unionsupplösningen med Norge var Sven Hedin en av dem som manade till en fredlig lösning. Eftersom sympatins band mellan Sverige och Norge vid det laget för länge sedan brustit borde svenskarna också "med jämnmod kunna se de sista usla trådarna brista" och äntligen få ett slut på de evinnerliga meningslösa unionsförhandlingarna, ansåg han. Under de kritiska junidagarna 1905 skrev han: "Det är ett sorgligt tidens tecken, ett symptom som förråder nationell dekadans, att vårt folk, sedan dess troféer bleknat och multnat under en hundraårig fred, icke kan resa sig till högre och noblare ideal än ett förhärjande och ändamålslöst straffkrig mot Norge."

### Borggårdstalet
Regeringen Lindman I hade 1907 tillsatt en försvarsberedning som föreslagit att flottan skulle rustas upp. Strax före sin avgång föreslog regeringen riksdagen i en proposition att man skulle satsa 4 miljoner kronor på att bygga pansarbåtar av F-typ, och detta bifölls av riksdagen.
Efter andrakammarvalet 1911 avgick regeringen och regeringen Staaff II tillträdde. Den nya regeringen, som lovat väljarna att sänka försvarskostnaderna, beslöt att byggandet av F-båten skulle skjutas upp. Till regeringens protokoll anförde då Gustaf V det i hans mening felaktiga i att skjuta upp verkställandet av ett av riksdagen fattat beslut, utan att något nytt i sak tillkommit. Högern, som höll med kungen, menade att uppskjutandet av beslutet var ett tecken på bristande fosterländskhet.
I januari 1912 inleddes en insamling på privat initiativ för att ändå bygga F-båten, Nationalinsamlingen för pansarbåt, som snabbt samlade in 17 miljoner kronor. Samtidigt utkom Hedins skrift Ett varningsord, där han menade att Sverige hotades av Ryssland och att om inget gjordes skulle kosacker dansa segerdanser på Stockholms gator. Skriften trycktes i mer än en miljon exemplar.
Kungen ogillade Staaff både som person och statsminister, inte minst för hans politiska liberala radikalisms skull, och sökte därför få bort honom. Kungen och hans krets, där Hedin ingick, såg hellre den moderat-liberale Louis De Geer d.y. eller Ernst Trygger, förstakammarhögerns ledare, som statsminister.
Den 21 december 1913 höll Staaff ett tal i Karlskrona, där han delvis försökte gå den försvarsvänliga opinionen till mötes. Staaff var dock delvis bunden av valprogrammet 1911 samtidigt som han inte ville ge intryck av att vara på reträtten.
Vid samma tidpunkt startade konservativa lantmän och andra förberedelserna för en politisk manifestation, det som fick namnet bondetåget, till stöd för kungen och krigsmakten. Den 6 februari 1914 höll kungen, inför de tusentals församlade bönderna, ett tal, det så kallade borggårdstalet, i vilket han tog avstånd från regeringens försvarspolitik. Regeringen Staaff svarade med att avgå, inte bara därför att kungen hade en annan åsikt än regeringen utan också därför att man ansåg att kungen handlat okonstitutionellt.
Borggårdstalet var skrivet av Hedin samt officeren och krigshistorikern Carl Bennedich.
Hedins agerande vid tidpunkten ledde redan i samtiden till misstankar om ett dolt antidemokratiskt politiskt program från hans sida; borggårdstalet hade uttryckt en autokratisk tendens, då kungen talat om "min armé" och "min flotta". Hedin beskylldes också för att ha agiterat mot regeringen inför arméofficerare i Falun, och rykten om en militärkupp kom i omlopp. Senare har bevarade brev ur Hedins arkiv på Riksarkivet, från korrespondensen med Bennedich, avslöjat ett visst utvecklat kodspråk som tenderar ge ryktena substans. Belägg för tankar på skapandet av ett nationalistiskt arbetarparti, för att vinna över arbetarklassen för den konservativt nationella saken, finns också från hans hand.

### Första världskriget

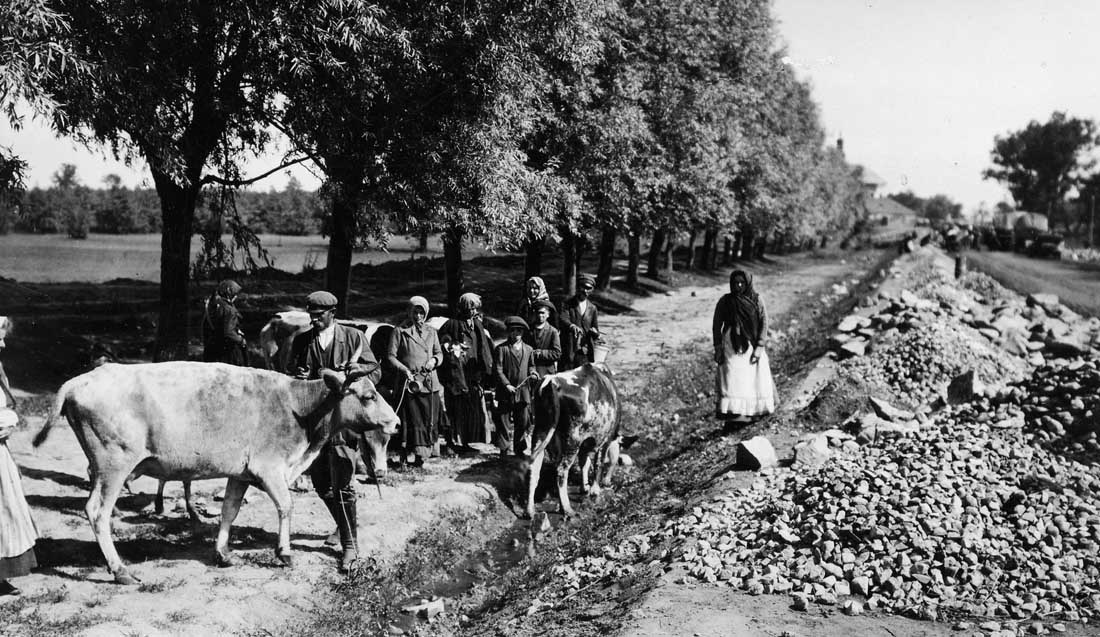
Flyktingar på Östfronten fotograferade av Sven Hedin 1916.

När första världskriget bröt ut i augusti 1914 hade det gått precis som Hedin varnat för – krig i Europa. Den 11 september lämnade han Stockholm. På västfronten hade kriget snabbt blivit ett skyttegravskrig, det kunde Hedin själv konstatera när han besökte västfronten i september–oktober. I det tyska arméhögkvarteret fick han träffa kejsar Vilhelm II av Tyskland som imponerade stort på Hedin.
I mars–augusti 1915 besökte Hedin östfronten. Hedin imponerades av de tyska officerarna, bland dem överbefälhavaren Paul von Hindenburg, generalöverste Helmuth von Moltke och general Erich Ludendorff. Hedins frontreportage publicerades i Från fronten i väster (1915) som översattes till tyska och skickades ut till de tyska soldaterna. För boken blev han struken som medlem i brittiska Royal Geographical Society som ansåg att han tydligt solidariserat sig med Tyskland. Samma år utkom också Kriget mot Ryssland (1915). I början av 1916 reste Hedin till Mellanöstern. Från Aleppo for han till Bagdad och besåg bland annat ruinstaden Babylon. Därefter fortsatte han till Damaskus och Jerusalem. Den ständige skribenten Hedin skrev ned sina reseminnen i Bagdad, Babylon och Ninive (1917) och Till Jerusalem (1917).
Väl hemkommen i Sverige skrev han Sveriges Öde (1918) där han argumenterade för att ett kommunistiskt Ryssland innebar en fara för Sveriges och Finlands säkerhet. Boken skrevs under sista krigssommaren men gavs inte ut förrän efter freden, efter en omarbetning av vissa stycken. Hedin ägnade sig därefter åter åt Tibet och skrev nio volymer om Tibet, Southern Tibet 1906–1908. Arbetet tog flera år och avslutades 1922.
År 1919 översatte han Erich Ludendorffs krigsminnen som Ludendorff skrev ner under sin vistelse i Hässleholm 1918. Bolsjevikrevolutionen i dess leninistiska skede bedömde han positivt och optimistiskt i bland annat Från Peking till Moskva (1924).

### Nazismen
Efter återkomsten 1935 från sin forskningsresa till Centralasien inledde han nära kontakter med Adolf Hitlers Tyskland och förklarade sig väsentligen gilla regimens strävanden. Den förståelse för Sovjetunionen, som han hade visat under mellanperioden på 1920-talet, slog om till våldsamt uttryckt antipati. Under andra världskriget besökte han flera gånger Tyskland för att träffa Hitler, Göring och andra nationalsocialistiska ledare. Om dessa resor utgav han 1949 en bok, Utan uppdrag i Berlin. Hedin såg Tyskland som ett bålverk mot Ryssland och bortsåg från de frånstötande sidorna i nationalsocialismen. Hans inställning till denna ideologi ändrades inte under den nazistiska regimen i Tyskland och även efter krigets slut behöll han sina sympatier för Tyskland.
Hedin var en stor tyskvän och beundrade Hitler. Beundran var ömsesidig, eftersom Hitler hade läst om hans äventyr i sin ungdom. Hedin hade starka nazistiska sympatier och var medlem i nationalsocialistiska organisationer i Sverige och utlandet, både före och efter kriget, till exempel Riksföreningen Sverige-Tyskland där han var medlem 1938, 1942 och 1945. Han höll också ett tal vid invigningen av OS i Berlin 1936. År 1937 utkom hans bok Tyskland och världsfreden. Den skrevs först på tyska för en tysk publik, och hade i stort sett bara positiva saker att säga om Tyskland. Hedin vägrade dock att gå med på krav om att han skulle stryka delar av boken, bland annat en passage där han kritiserade judeförföljelserna och framhöll att "I mitt blod är alltså var sextonde droppe av judisk härkomst. Jag håller på min sextondedel och ville inte mista den." Boken gavs aldrig ut i Tyskland.
År 1942 utgav han, med stöd av det tyska propagandaministeriet, boken Amerika im Kampf der Kontinente (svensk utgåva 1944, Amerika i kontinenternas kamp), där han lanserade en konspirationsteori om Roosevelts påstådda tyskhat och utpekade denne såsom skyldig till andra världskrigets utbrott. Den 2 maj 1945, kort efter Hitlers självmord, skrev Hedin en nekrolog över Hitler för Dagens Nyheter där han beskrev den döde diktatorn som "en av de största män som världshistorien ägt".
Hedin utnyttjade sina goda kontakter i Tyskland för att försöka rädda människor från koncentrationslägren. Enligt hans egna uppgifter lyckades han få över 100 människor frisläppta. Bekräftat är att han fick en norrman frisläppt från koncentrationslägret Sachsenhausen, professor Didrik Arup Seip, och fick tillstånd att sända livsmedelspaket till sin gamle studentkamrat Alfred Philippson i Theresienstadt, en insats som räddade livet på honom och hans familj.
År 1943 instiftades Sven Hedin-institutet (Sven Hedin-Reichsinstitut für Innerasien und Expeditionen) gemensamt av SS-organisationen Ahnenerbe, Münchens universitet och bayerska kulturministeriet. Institutet skulle endast komma att existera några få år – från 1943 till 1945 – men hann på den korta tiden kopplas till flera koncentrationsläger samt ett rasbiologiskt motiverat massmord.

## Hedersbetygelser

### Utmärkelser
- Sven Hedin var den siste att adlas i Sverige (1902)
- Kommendör med stora korset av Nordstjärneorden, 16 januari 1909.[37]
- Kommendör av första klassen med briljanter av Nordstjärneorden, 30 juni 1902.[38]
- Riddare av Nordstjärneorden med briljanter.
- Riddare med briljanter av Vasaorden, 1891.[39]
- Riddare av Johanniterorden i Sverige,1921.
- Storkorset av Bulgariska Civilförtjänstorden.
- Storkorset av Finlands Vita Ros’ orden.
- Japanska Heliga skattens orden av första klassen.
- Kinesiska Jadeorden av första klassen med briljanter.
- Persiska Lejon- och solorden av första klassen.
- Storkorset av Tyska örnens orden, 19 februari 1940.
- Storkorset av Österrike-Ungerska Frans Josefsorden.
- Kommendör av första graden av Danska Dannebrogorden.
- Storofficer av Italienska kronorden.
- Riddare av andra klassen av Preussiska Kronorden med kraschan.
- Kommendör (engelska: Honorary Knight Commander) av Storbritanniens Indian Empire-orden.
- Riddare av andra klassen av Ryska Sankt Annas orden.
- Osmanska rikets Meschidie-orden av fjärde klass.
- Emiratet Bukharas Bukharasorden av andra klass.
- Vitterhetsakademiens guldmedalj,
- guldmedalj av geografiska och andra sällskap i London, Paris, Berlin, Tokyo, New York, Philadelphia, S:t Petersburg, Rom m. m.
- Ledamot av Vetenskapsakademien
- Ledamot av Krigsvetenskapsakademien
- Ledamot av Vetenskaps-Societeten i Uppsala
- Ledamot av Fysiografiska Sällskapet i Lund
- Hedersledamot av Vetenskaps- och Vitterhetssamhället i Göteborg

### Övrigt
- 1964 uppkallades nedslagskratern Hedin på månen efter Hedin.[42]
- Asteroiden 5837 Hedin är uppkallad efter honom.[43]

## Bibliografi

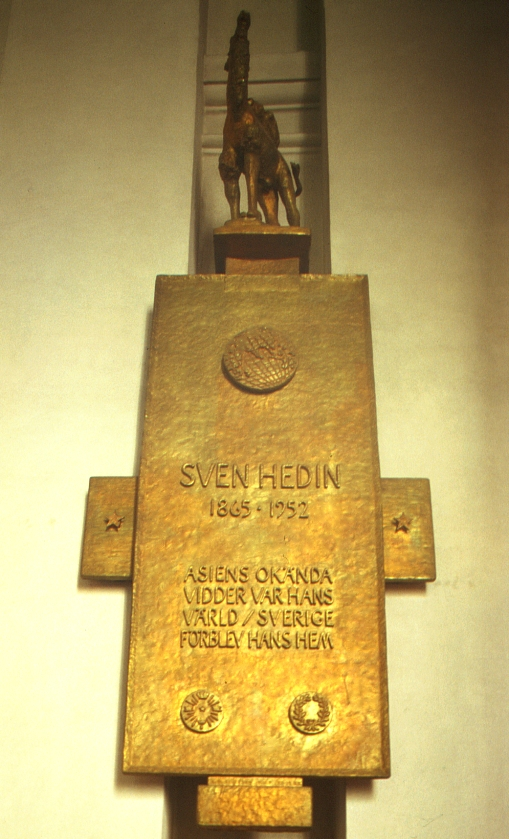
Monument i Adolf Fredriks kyrka av Liss Eriksson 1959.

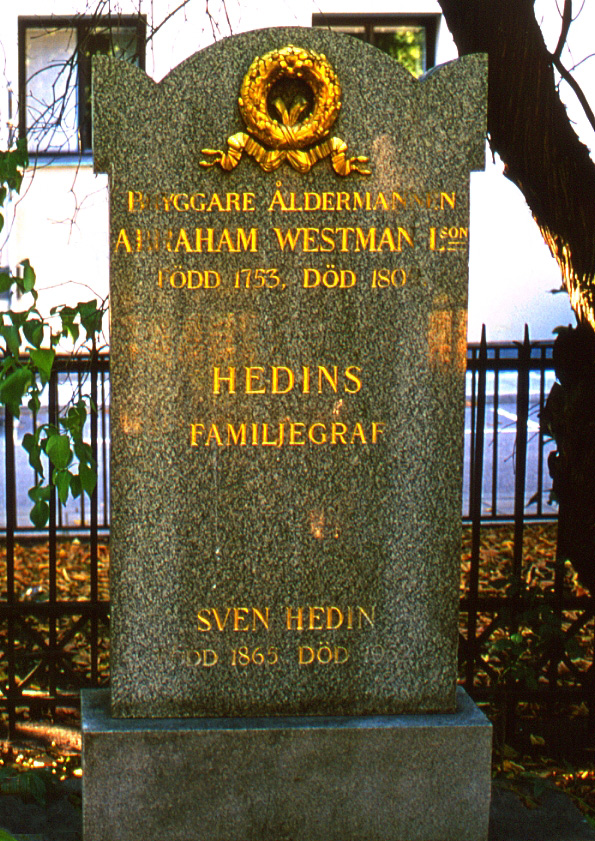
Gravsten på Adolf Fredriks kyrkogård, Stockholm

### Verk i fulltext
- Genom Persien, Mesopotamien och Kaukasien : reseminnen. Stockholm: Bonnier. 1887. Libris xdbnj3c5v3xmjbjs. https://litteraturbanken.se/f%C3%B6rfattare/HedinS/titlar/GenomPersien/sida/5/faksimil?om-boken
- Konung Oscars beskickning till schahen af Persien år 1890, 1891
- Genom Khorasan och Turkestan : minnen från en resa i Centralasien 1890 och 1891. Stockholm: Samson & Wallin. 1892-1893. Libris l20b6nj1j2lpqx84. https://litteraturbanken.se/f%C3%B6rfattare/HedinS/titlar/GenomKhorasanOchTurkestan/sida/7/faksimil?om-boken
- En färd genom Asien 1893-97, D. 1. Stockholm: Bonnier. 1898. Libris k10482nshpj4rbc4. https://litteraturbanken.se/f%C3%B6rfattare/HedinS/titlar/EnF%C3%A4rdGenomAsien1/sida/7/faksimil?om-boken
- En färd genom Asien 1893-97, D. 2. Stockholm: Bonnier. 1898. Libris ctr3zcwf9r2mzbtt. https://litteraturbanken.se/f%C3%B6rfattare/HedinS/titlar/EnF%C3%A4rdGenomAsien2/sida/7/faksimil?om-boken
- Asien  : tusen mil på okända vägar. D. 1. Stockholm: Bonnier. 1903. Libris vbbxsndcss47r3dv. https://litteraturbanken.se/f%C3%B6rfattare/HedinS/titlar/Asien1/sida/11/faksimil?om-boken
- Asien  : tusen mil på okända vägar. D. 2. Stockholm: Bonnier. 1903. Libris p55rn0lqmkwcngr1. https://litteraturbanken.se/f%C3%B6rfattare/HedinS/titlar/Asien2/sida/9/faksimil?om-boken
- Sverige och den stora östern. Stockholm: Bonnier. 1905. Libris vcw9krwnsz7m41r8. https://urn.kb.se/resolve?urn=urn:nbn:se:kb:eod-8216714
- Transhimalaya : upptäckter och äfventyr i Tibet, D. 1. Stockholm: Bonnier. 1909. Libris t988pc5qrkgthl60. https://litteraturbanken.se/f%C3%B6rfattare/HedinS/titlar/Transhimalaya1/sida/11/faksimil?om-boken
- Transhimalaya : upptäckter och äfventyr i Tibet, D. 2. Stockholm: Bonnier. 1909. Libris gxv28rp1dv4r8hhl. https://litteraturbanken.se/f%C3%B6rfattare/HedinS/titlar/Transhimalaya2/sida/11/faksimil?om-boken
- Svar på "tal". Stockholm: Bonnier. 1910. Libris p5lcjr39mfxfm7h0. https://urn.kb.se/resolve?urn=urn:nbn:se:kb:eod-1614078
- Öfver land till Indien : genom Persien, Seistan och Beljutjistan, Vol. 1. Stockholm: Albert Bonnier. 1910. Libris zfcpk84rw1p0vfcs. https://litteraturbanken.se/f%C3%B6rfattare/HedinS/titlar/%C3%96fverLandTillIndien1/sida/1/faksimil?om-boken
- Öfver land till Indien : genom Persien, Seistan och Beljutjistan, Vol. 2. Stockholm: Albert Bonnier. 1910. Libris zfcpk5r9wv24vcfj. https://litteraturbanken.se/f%C3%B6rfattare/HedinS/titlar/%C3%96fverLandTillIndien2/sida/1/faksimil?om-boken
- Från pol till pol, 1 Genom Asien och Europa. Stockholm: Bonnier. 1911. Libris vb8lg7t4sm4r8508. https://litteraturbanken.se/f%C3%B6rfattare/HedinS/titlar/Fr%C3%A5nPolTillPol1/sida/1/faksimil?om-boken
- Från pol till pol, 2 Europa, Afrika, Amerika, Australien och Polarländerna. Stockholm: Bonnier. 1911. Libris r76bfk34pxpllmj3. https://litteraturbanken.se/f%C3%B6rfattare/HedinS/titlar/Fr%C3%A5nPolTillPol2/sida/1/faksimil?om-boken
- Transhimalaya : upptäckter och äfventyr i Tibet, D. 3. Stockholm: Bonnier. 1912. Libris 9rrgxvc97gswn9x6. https://litteraturbanken.se/f%C3%B6rfattare/HedinS/titlar/Transhimalaya3/sida/11/faksimil?om-boken
- Fronten i väster, 1915
- Kriget mot Ryssland, 1915
- Bagdad, Babylon och Ninive (1917)
- En levnadsteckning. Stockholm: Bonnier. 1920. Libris ct0vk0q792mnr2zx. https://litteraturbanken.se/f%C3%B6rfattare/HedinS/titlar/EnLevnadsteckning/sida/7/faksimil?om-boken
- Scoutliv i Tibet : med 66 bilder och 1 karta. Stockholm: Bonnier. 1913. Libris bs441k418gm4kc2k. https://litteraturbanken.se/f%C3%B6rfattare/HedinS/titlar/ScoutlivITibet/sida/7/faksimil?om-boken
- Mina hundar i Asien, 1952

### Urval i övrigt
- Scientific results of a journey in Central Asia 1899–1902, 1–7, 1904–07
- Ett varningsord 1912
- Ein Volk in Waffen : den deutschen Soldaten gewidmet, 1915
- Southern Tibet: discoveries in former times compared with my own researches in 1906–1908, 1–12, 1915–22
- Till Jerusalem, 1917
- Sveriges Öde 1918
- En levnadsteckning, 1920
- Mitt liv som upptäcktsresande, 1–4, 1930
- Jehol – Kejsarstaden, 1931
- Erövringståg i Tibet, 1934
- Stora hästens flykt, 1935
- Tyskland – 60 år, 1939
- Chiang Kai-Shek: marskalk av Kina, 1939
- Det kämpande Tyskland (under medverkan av Sven Hedin), 1941
- History of the expedition in Asia 1927–1935, 1–4, 1943–45
- Utan uppdrag i Berlin, 1949